# Hrabstwo Essex (New Jersey)
Hrabstwo Essex – hrabstwo w stanie New Jersey w USA. Centrum administracyjnym hrabstwa jest miasto Newark. W roku 2000 populacja hrabstwa wynosiła około 793,6 tys. Powierzchnia 336 km², z czego 327 km² to powierzchnia lądowa, a pozostałe 9 km² – wodna (rzeki, jeziora). Essex County należy do metropolii Nowego Jorku

## Miasta
- East Orange
- Newark

## CDP
- Brookdale
- Short Hills
- Silver Lake
- Upper Montclair